# Коваленко Євгеній Олегович
Євгеній Олегович Коваленко (нар. 11 серпня 1992, Запоріжжя, Україна) — український футболіст, півзахисник українського клубу «Металург» (З).

## Життєпис
Вихованець запорізької СДЮШОР «Металург». Після закінчення навчання грав за «Металург-2» у другій українській лізі, а потім захищав кольори «козаків» у молодіжній першості. У 2013 році викликаний на збори з основною командою до Туреччини. Періодично брав участь в товариський матчах за основну команду. З 2014 року грав у першій лізі за «Полтаву» та «Миколаїв», проміжки в кар'єрі заповнюючи матчами за аматорський запорізький клуб «Россо Нерро».
У січні 2016 року запрошений на перегляд в грузинський «Зугдіді», який незадовго до цього очолив українець Юрій Бакалов. Разом з Коваленком у розташування клубу прибули його співвітчизники Сергій Чеботарьов і Микола Вечурко. Згодом Вечурко залишив команду, а двоє інших футболістів відправилися з «Зугдіді» на збір до Туреччини, після чого уклали з командою контракти.
У вищому дивізіоні чемпіонату Грузії Коваленко дебютував 23 лютого 2016 року в виїзному матчі проти «Торпедо» (Кутаїсі). Півзахисник вийшов на поле на 41-й хвилині матчу, замінивши Цотне Самушія. Наступну гру з «Цхінвалі» українець розпочинав у стартовому складі, після чого на 58-й хвилині відкрив рахунок. Пізніше господарі відігралися й матч завершився внічию, 1:1. На початку липня 2016 року, разом з іншими українськими футболістами, залишив «Зугдіді». 
У середині липня 2016 року перейшов у краматорський «Авангард», у середині січня 2017 року залишив команду. Наприкінці лютого того ж року перейшов до «Гірник-Спорту».
Після виступів за «Кремінь», влітку 2018 року переїхав до Сербії, де підписав контракт з «Жарково». Відіграв один сезон у другому дивізіоні Сербії, влітку наступного року підписав контракт з «Радом» з Суперліги. На початку 2019 року через заборгованості з виплати зарплати залишив сербський клуб.
З початку 2020 року захищав кольори чорногорського клубу «Грбаль». З 27 серпня 2020 року - гравець «Миколаїв».